# Anisostachya incisa
Anisostachya incisa är en akantusväxtart som beskrevs av Raymond Benoist. Anisostachya incisa ingår i släktet Anisostachya och familjen akantusväxter. Inga underarter finns listade i Catalogue of Life.